# Russell Stewart
Russell Stewart (Canberra, 9 oktober 1960) is een Australische darter. Zijn bijnaam is Rusty.

## Carrière
Stewart was een van de meest succesvolle Australische darters in de jaren 80. Hij won de Australian Masters vijf keer in zes jaar tussen 1983 en 1988. Verder won hij drie keer op rij de Australian Grand Masters (1987-1989). In Europa won hij echter alleen de Scottish Open in 1983. Verder haalde hij in 1985 en 1988 de kwartfinale van het MFI World Matchplay en was hij ook kwartfinalist bij de Winmau World Masters in 1988.
In 1984 maakte Stewart zijn debuut op het Wereldkampioenschap darts. Hij verloor meteen in de eerste ronde van Peter Locke. Hij deed in totaal elf keer mee aan het Wereldkampioenschap van de BDO, maar kwam nooit verder dan de laatste 16.
Na zijn overstap naar de PDC, miste hij het PDC World Darts Championship door in de finale van het kwalificatietoernooi Oceanic Masters te verliezen van Warren Parry. Een jaar later verloor hij in hetzelfde toernooi van de 15-jarige Mitchell Clegg, waardoor hij het toernooi weer miste. In 2008 won hij eindelijk de finale van de Oceanic Masters, waardoor hij zich plaatste voor het Wereldkampioenschap van de PDC van 2009. Tijdens zijn debuut op dit toernooi verloor hij in de eerste ronde van Adrian Lewis met 3-1.

## Resultaten op Wereldkampioenschappen

### BDO
- 1984: Laatste 32 (verloren van Peter Locke 0-2)
- 1985: Laatste 16 (verloren van Jocky Wilson 1-3)
- 1986: Laatste 32 (verloren van Malcolm Davis 1-3)
- 1987: Laatste 32 (verloren van Cliff Lazarenko 2-3)
- 1988: Laatste 16 (verloren van Bob Anderson 0-3)
- 1989: Laatste 16 (verloren van Dennis Hickling 0-3)
- 1990: Laatste 32 (verloren van Phil Taylor 1-3)
- 1991: Laatste 16 (verloren van Bob Anderson 2-3)
- 1994: Laatste 32 (verloren van Bobby George 0-3)
- 1995: Laatste 16 (verloren van Richie Burnett 1-3)
- 2002: Laatste 32 (verloren van Mervyn King 1-3)

### WDF

#### World Cup
- 1983: Laatste 64 (verloren van Alan Evans met 2-4)
- 1985: Kwartfinale (verloren van Danny Cunningham met 1-4)
- 1987: Voorronde (verloren van Magnus Caris)
- 1989: Kwartfinale (verloren van Eric Bristow met 0-4)
- 1993: Laatste 16 (verloren van Alan Brown met 3-4)
- 1995: Laatste 128 (verloren van Louis Doherty met 1-4)
- 2001: Laatste 32 (verloren van Stefan Nagy met 0-4)

### PDC
- 2009: Laatste 64 (verloren van Adrian Lewis 1-3)